# Косагаш (Іртиський район)
Косага́ш (каз. Қосағаш) — село у складі Іртиського району Павлодарської області Казахстану. Входить до складу Панфіловського сільського округу.
Населення — 372 особи (2021; 831 у 2009, 984 у 1999, 1066 у 1989).
Національний склад станом на 1989 рік:
- казахи — 39 %
- українці — 22 %;
- німці — 22 %.

До 1996 року село називалось Грабово.